# Glandirana emeljanovi
Glandirana emeljanovi är en groddjursart som först beskrevs av Aleksandr Mikhailovich Nikolskii 1913.  Glandirana emeljanovi ingår i släktet Glandirana och familjen egentliga grodor. IUCN kategoriserar arten globalt som livskraftig. Inga underarter finns listade i Catalogue of Life.